# Chersodromia italica
Chersodromia italica är en tvåvingeart som beskrevs av Chvala 1970. Chersodromia italica ingår i släktet Chersodromia och familjen puckeldansflugor. Inga underarter finns listade i Catalogue of Life.